# Melissa Carlton
Melissa Paula Carlton (Pietermaritzburg, 8 maggio 1978) è una nuotatrice paralimpica australiana, di nascita sudafricana.
Nata senza la gamba destra e con le dita della mano sinistra corte, ha vinto medaglie d'oro, d'argento e di bronzo per l'Australia alle Paralimpiadi di Atlanta del 1996 e di Sydney del 2000.

## Biografia
Carlton si trasferì con la famiglia in Australia nel 1986; si stabilirono inizialmente nella città vittoriana di Beechworth, dove Carlton gareggiò nelle gare di nuoto delle scuole locali. Nel 1990 si trasferirono a Glenorchy, una piccola città a 7 chilometri a nord-ovest di Hobart. Qui Melissa Carlton iniziò a frequentare il City of Glenorchy Swimming Club (ora noto come Hobart Aquatic Club), dove incontrò Chris Wedd, diventato il suo allenatore per tutta la carriera paralimpica.

## Carriera
Nel 1991 Melissa Carlton vinse una medaglia d'oro nella gara di 8 km ai Tasmanian outdoor championships per nuotatori normodotati. Nel 1994 vinse una medaglia d'oro ai Giochi del Commonwealth di Victoria del 1994 in Canada nei 100 metri stile libero classe S9. Sempre nel 1994 ottenne una borsa di studio presso l'Australian Institute of Sport.
Ai Giochi di Atlanta del 1996 vinse due medaglie d'oro, una nei 400 metri stile libero femminile classe S9 e una nei 4x100 metri stile libero femminile classe S7/10 che le valsero il riconoscimento dell'Ordine dell'Australia. Sempre durante la stessa paralimpiade ottenne due medaglie d'argento, una nei 100 metri stile farfalla femminile classe S9 e l'altra nei 100 metri stile libero femminile classe S9, oltre ad una medaglia di bronzo nei 100 metri dorso femminile, sempre classe S9. Ai Giochi di Sydney del 2000 vinse due medaglie d'argento nei 400 metri stile libero femminile classe S9 e nei 100 metri stile libero femminile classe S9 oltre a due medaglie di bronzo negli eventi 4x100 metri stile libero femminile - 34 punti e 4x100 metri misto femminile - 34 punti.
Melissa Carlton è stata coinvolta nell'amministrazione sportiva, ricoprendo diversi incarichi in Tasmania, tra cui quello di coordinatrice dei programmi e del marketing per l'Hobart Aquatic Center e ufficiale esecutivo del Comitato paralimpico della Tasmania. È la direttrice del Launceston Aquatic dal 2008.

## Palmarès
- Giochi Paralimpici

Paralimpiadi estive del 2000 di Sydney: 
argento nei 100 metri stile libero femminile classe S9
argento nei 400 metri stile libero femminile classe S9
bronzo nei 4x100 metri stile libero - 34 punti
bronzo nei 4x400 metri stile libero - 34 punti
Paralimpiadi estive del 1996 di Atlanta: 
oro nei 400 metri stile libero femminile classe S9
oro nei 4x100 metri stile libero femminile classe S7/10
argento nei 100 metri stile libero femminile classe S9
argento nei 100 metri stile farfalla femminile classe S9
bronzo nei 100 metri dorso femminile classe S9
- Giochi del Commonwealth

Vittoria 1994
oro nei 100 metri stile libero femminile classe S9
- Mondiali

Christchurch 1998
argento nei 4x100 metri stile libero femminile
bronzo nei 100 metri stile libero femminile classe S9

## Riconoscimenti
Nel 1996 Carlton è stata nominata atleta femminile dell'anno dal Tasmanian Institute of Sport, sportiva dell'anno della Tasmania e giovane cittadina dell'anno dal Consiglio comunale di Hobart. Nel 2000 ha ricevuto la medaglia dello sport australiano. Nel 2001 ha ricevuto il premio Tasmanian Athlete with a Disability of the Year. È stata aggiunta alla Tasmanian Sporting Hall of Fame nel 2005. Nel 2009 è stata indicata come una dei 50 cittadini della Tasmania influenti dalla rivista The Examiner.